# Etzelkofen

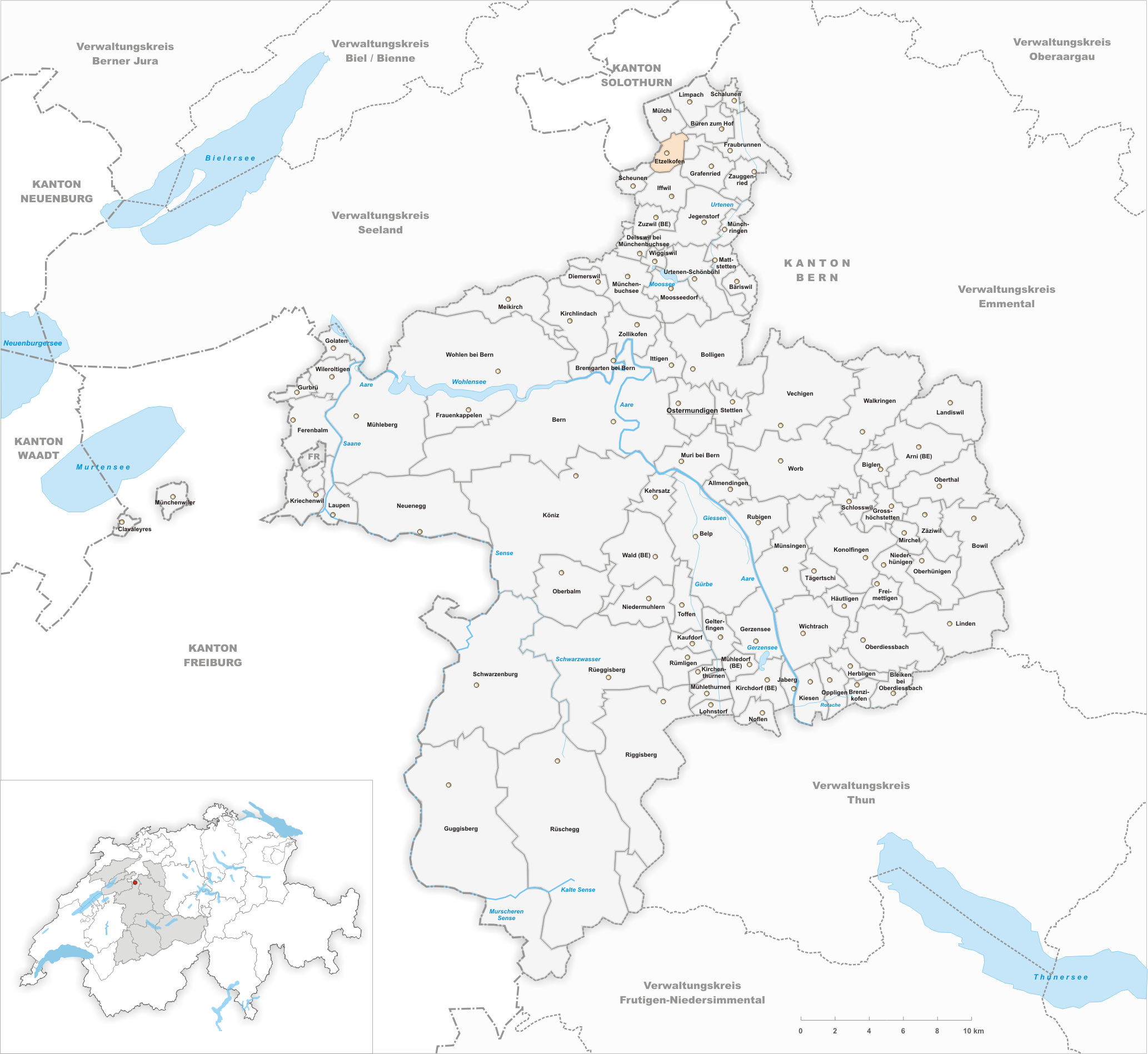
Gemeindestand vor der Fusion am 1. Januar 2014

Etzelkofen ist ein Ort in der politischen Gemeinde Fraubrunnen im Verwaltungskreis Bern-Mittelland des Kantons Bern in der Schweiz. Bis zum 31. Dezember 2013 war Etzelkofen eine eigene politische Gemeinde. Am 1. Januar 2014 fusionierte diese mit den Gemeinden Büren zum Hof, Fraubrunnen, Grafenried, Limpach, Mülchi, Schalunen und Zauggenried zur neuen Gemeinde Fraubrunnen.

## Geographie
Etzelkofen liegt im nordöstlichen Teil des Rapperswiler Plateaus im Schweizer Mittelland, eingebettet in einer leicht erhöhten Talmulde des Limpachtales, zwischen den Dörfern Messen im Kanton Solothurn im Norden und  Fraubrunnen im Kanton Bern im Süden. Etzelkofen liegt auf 529 m ü. M., 15 km nördlich der Kantonshauptstadt Bern (Luftlinie) und fast in gleicher Distanz südsüdwestlich der Stadt Solothurn. Etzelkofen ist rundum von Wald und Ackerflächen umgeben.
Die Fläche des 2,8 km² grossen Gebietes der ehemaligen Gemeinde umfasst einen Abschnitt des zentralen Berner Mittellandes. Die westliche Grenze verläuft entlang des Mülchibachs, der durch den Länggengraben nach Norden zum Limpach fliesst. Von hier erstreckt sich Etzelkofen ostwärts über die Talmulde des Brandbachs bis auf den Schöniberg (549 m ü. M.) und dort südwärts über die Waldhöhe der Rohole (576 m ü. M.) und weiter über die Winterhole, dann südwestwärts durch den Obermooswald. Auf dem mittleren Waldweg, wenig unter der höchsten Erhebung (596 m ü. M.) liegt der höchste Punkt Etzelkofens (591 m ü. M.). Von hier aus erstreckt sich Etzelkofen weiter westwärts durch den Holzimattwald, Längge bis wieder zum Mülchibach. Dieses Molassegebiet wurde vom eiszeitlichen Rhonegletscher überformt. Von der Gemeindefläche entfielen 1997 7 % auf Siedlungen, 36 % auf Wald und Gehölze und 57 % auf Landwirtschaft.
Zu Etzelkofen gehören die Wohnsiedlung Buuchi am nördlichen Talhang des Brandbachs und einige Einzelhöfe. Nachbargemeinden bzw. ‑ortschaften von Etzelkofen sind Mülchi, Büren zum Hof, Fraubrunnen (Ortsteil), Grafenried, Iffwil und Scheunen im Kanton Bern sowie Messen im Kanton Solothurn.

## Bevölkerung
Mit 319 Einwohnern (Stand 31. Dezember 2007) gehörte Etzelkofen zu den kleinen Gemeinden des Kantons Bern. Von den Bewohnern waren im Jahr 2000 99,1 % deutschsprachig, 0,6 % englischsprachig, und 0,3 % sprachen Französisch. Die Bevölkerungszahl von Etzelkofen belief sich 1850 auf 353 Einwohner, 1900 auf 275 Einwohner. Im Verlauf des 20. Jahrhunderts pendelte die Bevölkerungszahl stets im Bereich zwischen 240 und 280 Personen. Seit 1980 (243 Einwohner) wurde eine deutliche Bevölkerungszunahme verzeichnet.

## Politik
Die Stimmenanteile der Parteien anlässlich der Nationalratswahlen 2011 betrugen: SVP 44,2 %, BDP 24,3 %, SP 6,0 %, glp 5,6 %, EDU 4,7 %, FDP 4,6 %, GPS 4,1 %, Piraten 1,6 %, EVP 0,7 %, CVP 0,7 %.

## Wirtschaft
Etzelkofen war bis in die zweite Hälfte des 20. Jahrhunderts ein vorwiegend durch die Landwirtschaft geprägtes Dorf. Die Wasserkraft des Mülchibachs wurde früher für den Betrieb einer Mühle genutzt. Noch heute haben der Ackerbau, der Obstbau sowie die Milchwirtschaft und die Forstwirtschaft einen wichtigen Stellenwert in der Erwerbsstruktur der Bevölkerung. Weitere Arbeitsplätze sind im lokalen Kleingewerbe und im Dienstleistungssektor vorhanden. In Etzelkofen sind heute die Elektrobranche, das Baugewerbe und die Solartechnik mit Betrieben vertreten. Seit 1967 existiert ein grosses Ziegel- und Backsteinwerk, das um die Jahrhundertwende geschlossen wurde. Seither wird das Gebäude von mehreren Firmen genutzt. Das Dach des heutigen Gebäudes ist ein grosser Solarstromlieferant. Im Weiteren existiert hier eine Schnitzelholz-Fernheizungsanlage, die mit einem anderen Werk mehrere Gebäude im Dorf versorgt. In den letzten Jahrzehnten hat sich das Dorf zu einer Wohngemeinde entwickelt. Viele Erwerbstätige sind deshalb Wegpendler, die hauptsächlich in der Agglomeration Bern arbeiten.

## Verkehr
Die Ortschaft liegt abseits der grösseren Durchgangsstrassen an einer Verbindungsstrasse von Fraubrunnen nach Messen. Durch einen Postautokurs, welcher die Strecke von Jegenstorf nach Messen bedient, ist Etzelkofen an das Netz des öffentlichen Verkehrs angebunden.

## Geschichte
Die erste urkundliche Erwähnung des Ortes erfolgte 1295 unter dem Namen Etzelkoven. Später erschienen die Bezeichnungen Ezenchoven (1302), Ezzelkoven (1325) und Ezzenkoven (1327). Der Ortsname geht auf den althochdeutschen Personennamen Azzilo oder Ezzilo zurück. Mit der Namensendung -kofen, die typisch für im 7. und 8. Jahrhundert gegründete alemannische Siedlungen ist, bedeutet er so viel wie bei den Höfen der Leute des Azzilo/Ezzilo, wobei so genannte Aussiedlerhöfe gemeint sind.
Seit dem Mittelalter gehörte Etzelkofen zur Herrschaft Messen, die durch eine Schenkung 1278 an das Sankt-Ursen-Stift in Solothurn gelangte. Seit dem 14. Jahrhundert hatte auch das Kloster Fraubrunnen reichen Grundbesitz auf dem Gemeindegebiet und beanspruchte 1373 erfolglos Twing und Bannrechte über das Dorf. Die Oberhoheit und die hohe Gerichtsbarkeit über Etzelkofen oblagen bis 1406 den Kyburgern, danach Bern und dem Landgericht Zollikofen. Da aber Messen die Niedere Gerichtsbarkeit innehatte und 1410 unter die direkte Herrschaft von Solothurn gelangte, gehörte Etzelkofen danach zur solothurnischen Landvogtei Bucheggberg.
Erst nach Abschluss des Wyniger Vertrages (1665) kam Etzelkofen an Bern und wurde der Landvogtei Fraubrunnen zugeordnet. Nach dem Zusammenbruch des Ancien Régime (1798) gehörte das Dorf während der Helvetik zum Distrikt Zollikofen und ab 1803 zum Oberamt Fraubrunnen, das mit der neuen Kantonsverfassung von 1831 den Status eines Amtsbezirks erhielt.
Seit dem 1. Januar 2014 ist Etzelkofen keine selbständige Gemeinde mehr. Mit grossem Mehr entschieden sich die Gemeindebürger am 25. November 2012 an der Urne, der neuen Gemeinde Fraubrunnen als Rechtsnachfolgerin der bisherigen acht Gemeinden Büren zum Hof, Etzelkofen, Fraubrunnen, Grafenried, Limpach, Mülchi, Schalunen und Zauggenried beizutreten.
Die einzelnen Dörfer behalten jedoch ihre Namen. Der Charakter und die Identität der Dörfer soll auch in Zukunft erhalten bleiben.

## Sehenswürdigkeiten
Das Dorf hat mehrere charakteristische Bauernhäuser des bernischen Landstils aus dem 18. und 19. Jahrhundert bewahrt. Etzelkofen besitzt keine eigene Kirche und keinen eigenen Friedhof, es gehört zur solothurnischen Pfarrei Messen.

## Bilder

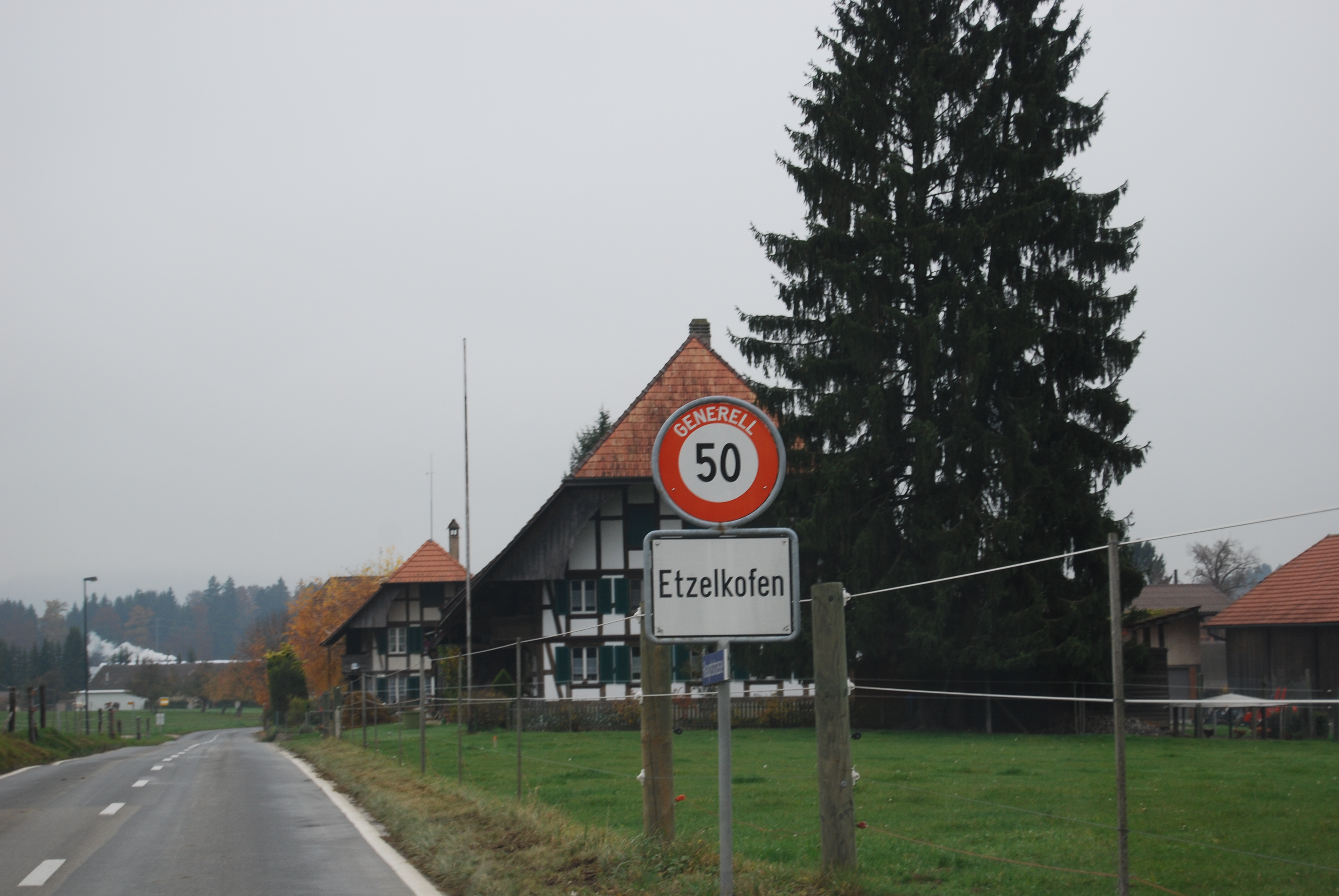
Ortseingang von Etzelkofen
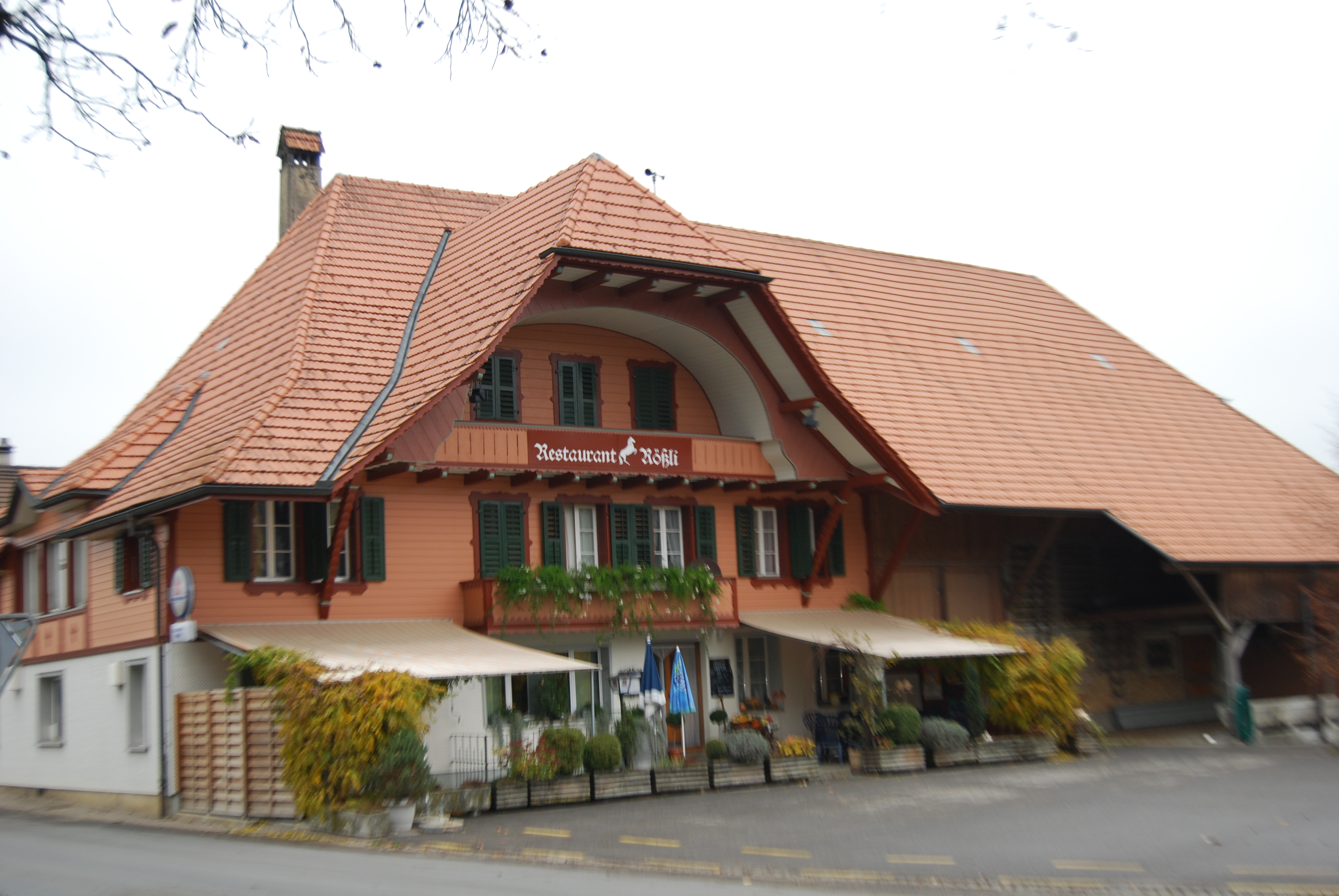
Gasthaus «Rössli»
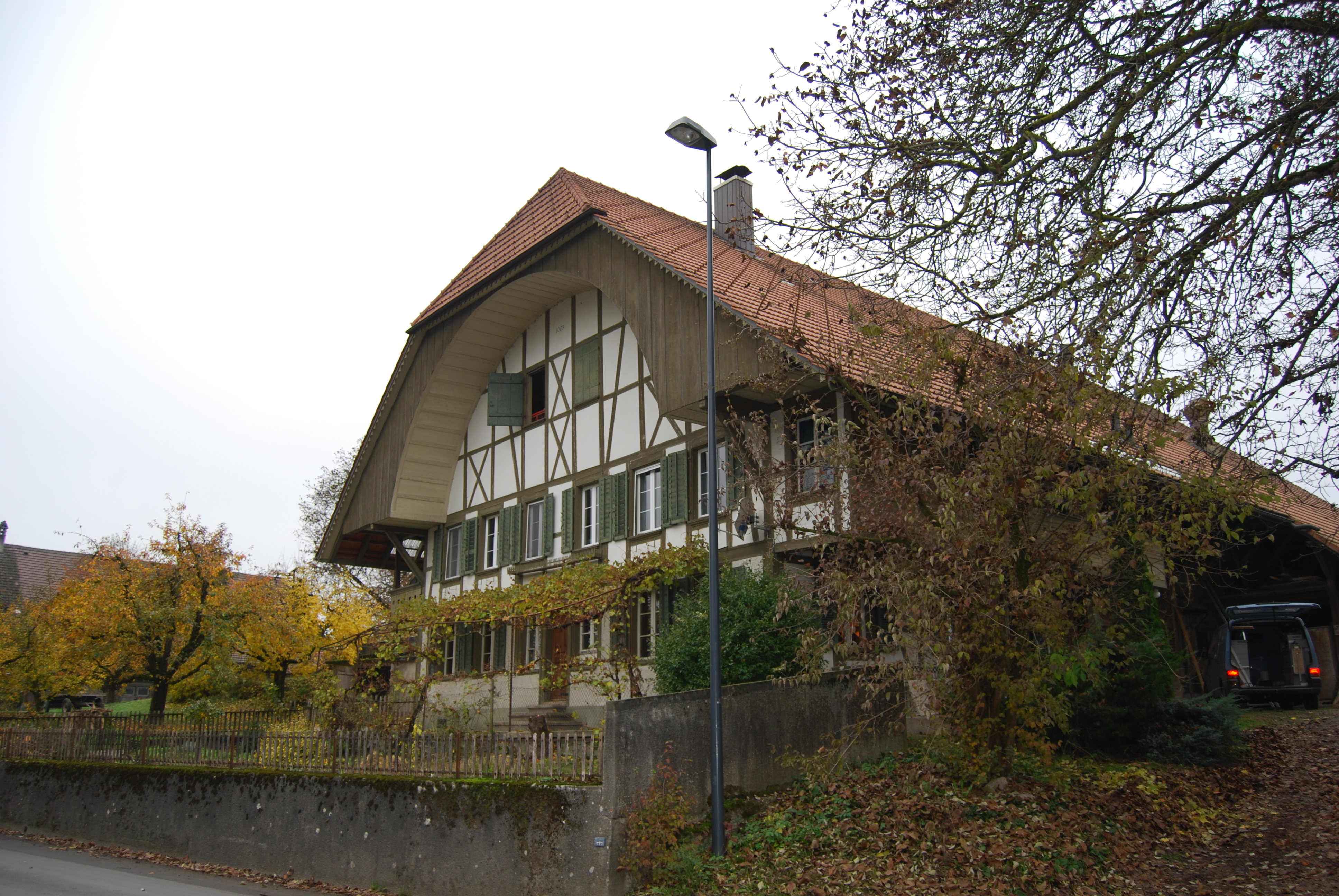
Fachwerkhaus in Etzelkofen